# Parapediasia murinellus
Parapediasia murinellus là một loài bướm đêm trong họ Crambidae.